# Stephan Hain
Stephan Hain (ur. 27 września 1988 w Zwiesel) – niemiecki piłkarz występujący na pozycji napastnika. Zawodnik klubu TSV 1860 Monachium.

## Kariera
Hain jako junior grał w zespołach SV 1922 Zwiesel, TSV Lindberg, SpVgg Ruhmannsfelden oraz FC Augsburg. W 2007 roku został włączony do pierwszej drużyny Augsburga, grającej w 2. Bundeslidze. Zadebiutował w niej 21 października 2007 roku w przegranym 0:3 pojedynku z FC Erzgebirge Aue. 12 maja 2009 roku w zremisowanym 3:3 spotkaniu z Hansą Rostock strzelił pierwszego gola w 2. Bundeslidze. W 2011 roku awansował z zespołem do Bundesligi. Pierwszy mecz zaliczył w niej 6 sierpnia 2011 roku przeciwko Freiburgowi (2:2). 28 stycznia 2012 roku w zremisowanym 2:2 pojedynku z 1. FC Kaiserslautern zdobył pierwszą bramkę w Bundeslidze.